# Fossile guida

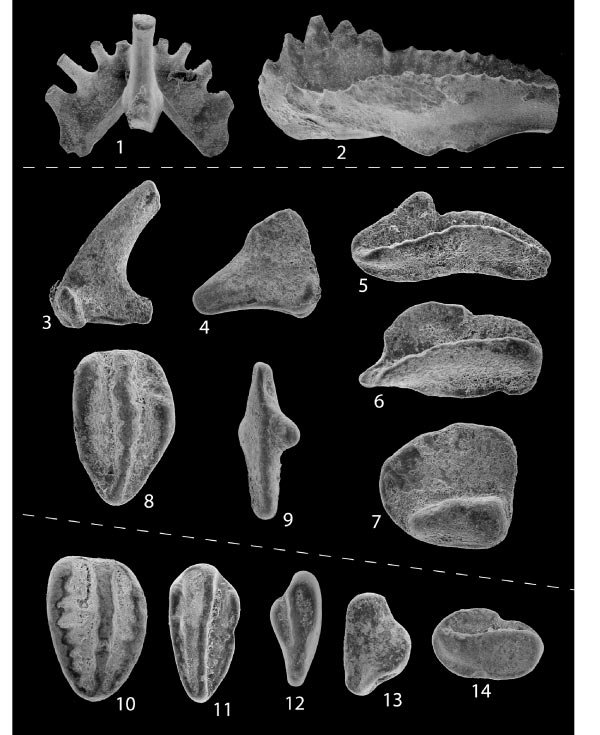
Conodonti

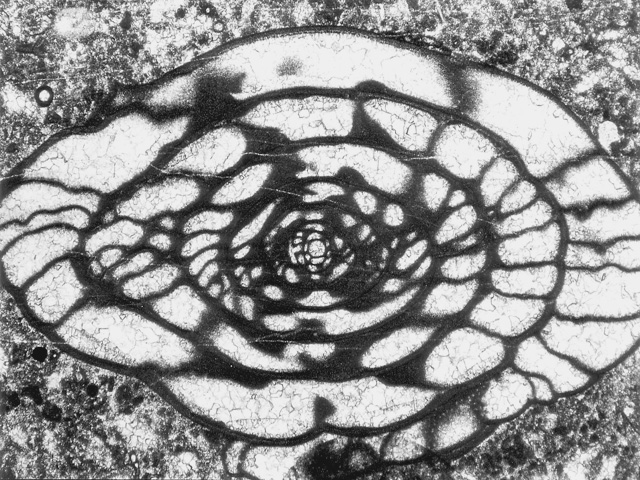
Fusulinide, sezione longitudinale in luce trasmessa al microscopio ottico

I fossili guida sono dei fossili usati per la datazione relativa delle rocce secondo il principio della successione faunistica.
Si tratta di resti di organismi che soddisfano precisi requisiti:
- avevano ampia distribuzione geografica
- una relativa ampia abbondanza di popolazioni e quindi sono facilmente rinvenibili nelle rocce sedimentate nel periodo della loro esistenza
- hanno avuto un'evoluzione rapida: hanno quindi una durata temporale molto limitata e permettono di raggiungere un'elevata precisione nella datazione.

Tra i fossili guida più conosciuti vi sono: 
- Per il Paleozoico (542-251 milioni di anni fa): Trilobiti, Graptoliti, Ammoniti primitivi (Ammonoidei) e microfossili (Conodonti e Fusulinidae);
- Per il Mesozoico (251 - 65,5 milioni di anni fa): Ammoniti (Ceratitidi e Ammonitidi, come ad esempio Arietites) ed altri fossili microscopici (per es. Foraminiferi bentonici e planctonici per la datazione all'interno del Cretaceo, Tintinnidi);

- Per il Cenozoico (65,5 milioni di anni fa - fino ad oggi): microfossili, soprattutto foraminiferi planctonici e bentonici (nummuliti, Orbitolina) e nanofossili calcarei.

I biostratigrafi utilizzano questi fossili, prevalentemente marini, per datare le rocce sedimentarie.
Tra gli esempi significativi le ammoniti italiane reperibili nella successione di Valdorbia (oppure Val'Urbia), presso Scheggia, Umbria. Nel luogo affiorano gli strati rocciosi, calcarei e calcareo-marnosi nodulari, di origine marina, del Giurassico inferiore e medio (tra cui quelli del "Rosso Ammonitico"), ordinati secondo il principio geologico fondamentale della sovrapposizione. Le specie fossili (cioè molti generi e specie), importanti come fossili guida, appartengono ai raggruppamenti sistematici di: Dactylioceratidae, Hildoceratidae e Hammatoceratidae e forniscono un buon dettaglio stratigrafico e conseguentemente cronologico di tre piani consecutivi, in ordine di tempo, Pliensbachiano superiore (Domeriano), Toarciano e Aaleniano. Sull'argomento esiste abbondante letteratura (esempi; Donovan, 1958, in Egl. Geol. Helv di Geneve. e Gallitelli Wendt, 1969, in Boll. Soc. Pal. Ital. di Modena).